# Fuad Aslanov
Fuad Aslanov (Sumqayıt, 28 giugno 1976) è un pugile azero.

## Palmarès
- Giochi olimpici

Atene 2004: bronzo nei pesi mosca.